# ナタリエ・ポサ
ナタリエ・ポサ（スペイン語: Nathalie Poza、1972年3月7日 - ）は、スペイン・マドリード出身の女優。

## 経歴
1972年にマドリードに生まれた。父親はスペイン出身、母親はフランス出身である。幼少時にはピアノやバレエを習っていた。
2012年にはマリアーノ・バロッソ監督の『Lo mejor de Eva』に、2013年には同監督の『Todas las mujeres』に出演し、後者ではゴヤ賞の助演女優賞にノミネートされた。
2017年にはリノ・エスカレラ監督のデビュー作 『さよならが言えなくて』に出演し、ゴヤ賞で主演女優賞を受賞した。『さよならが言えなくて』は末期癌の父親を持つ娘の話であり、ポサ自身も父親を癌で亡くした経験があった。
2020年にはイシアル・ボリャイン監督の『La boda de Rosa』に出演し、ゴヤ賞で助演女優賞を受賞した。

## フィルモグラフィー
- 2015年 『しあわせな人生の選択』 - セスク・ゲイ監督
- 2016年 『ジュリエッタ』 - ペドロ・アルモドバル監督
- 2017年 『さよならが言えなくて』 - リノ・エスカレラ監督
- 2019年 『戦争のさなかで』 - アレハンドロ・アメナーバル監督
- 2020年 『サン・セバスチャンへ、ようこそ』 - ウディ・アレン監督

## 受賞とノミネート
ゴヤ賞
| 年   | 部門                     | 作品       | 結果       |
| ---- | ------------------------ | ---------- | ---------- |
| 2003 | 『Días de fútbol』       | 新人女優賞 | ノミネート |
| 2005 | 『Malas temporadas』     | 主演女優賞 | ノミネート |
| 2013 | 『Todas las mujeres』    | 助演女優賞 | ノミネート |
| 2017 | 『さよならが言えなくて』 | 主演女優賞 | 受賞       |
| 2019 | 『戦争のさなかで』       | 助演女優賞 | ノミネート |
| 2020 | 『La boda de Rosa』      | 助演女優賞 | 受賞       |